# بطحيش مشرشر
بطحيش مشرشر (الاسم العلمي:Cyprinodon laciniatus) (بالإنجليزية: Bahama pupfish)‏ هو نوع من الأسماك يتبع جنس البطحيش من الفصيلة البطحيشية.